# Angrobia grampianensis
Angrobia grampianensis é uma espécie de gastrópode  da família Hydrobiidae.
É endémica da Austrália.